# Прање веша
Прање веша се односи на прање одеће и другог текстила. Поступци прања веша често се обављају у просторији резервираној за ту сврху; у индивидуалној кући ово се назива вешерница или помоћна просторија. Стамбена зграда или студентски дом могу имати заједничку вешерницу. Постоје и самоуслужне вешернице. Материјал који се пере, по правилу се назива веш.
Прање веша је део историје откако су људи почели да носе одећу, тако да су методе којима су различите културе решавале ову универзалну људску потребу занимљиве за разматрање. Прање рубља је традиционално врло родно дефинисано, а одговорност у већини култура пада на жене (познате као праље). Индустријска револуција је постепено довела до механизованих решења за прање веша, посебно веш- машину, а касније и машину за сушење веша. Прање рубља, попут кувања и неге деце, обавља се и код куће и у комерцијалним установама ван куће.

## Историја

### Прање на водотоцима
Прање је прво обављано у водотоцима, пуштајући воду да однесе материје мрља и мириса. Прање се и даље овако обавља на сеоским подручјима сиромашних држава. Трење помаже уклањању прљавштине, тако да се веш трљао, увијао или ударао о равне стене. Прљавштину су тукли са дрвеним штапом, познатим као весло за прање, штап, или батина. Дрвене или камене површине за рибање постављене у близини воде постепено су замењене преносним гуменим плочама, укључујући фабрички израђене валовите стаклене или металне плоче за прање.
Када се опере, одећа се испира, а затим се цеди - увија како би се уклонила већина воде. Затим су је вешали на стубове или конопце како би се осушила на ваздуху или се понекад само шири на чистој трави, грмљу или дрвећу. Коначно су је пеглали.

### Перионице
Пре појаве веш-машина, веш се често прао у комуналном окружењу.
Села широм Европе која су то могла приуштити градила су перионице, понекад познате и по француском имену Lavoir. Вода се доводила из потока или извора у зграду, вероватно само са кровом, без зидова. Ова перионица обично је садржавала два базена - један за прање и други за испирање - кроз који је вода непрестано текла, као и камену ивицу нагнуту према води на којој се мокар веш могао тући. Такви објекти су били угоднији и практичнији од прања на водотоку. Неке перионице су имале базене у висини струка, мада су други остали на нивоу тла. Перачи су у одређеној мери били заштићени од кише и пут до потока им је скраћен, јер су објекти обично били близу у селу или на рубу града. Ови објекти су били јавни и доступни свим породицама, а обично их је користило цело село. Многе од ових сеоских перионица још увек постоје - историјске грађевине без очигледне модерне намене.
Посао прања рубља био је резервисан за жене, које су прале рубље целе породице. Праље су у перионици изнајмљивали други, наплаћивале су по комаду веша. Перионице су као обавезно састајалиште у животима многих жена постале нека врста установе или места састанка. Био је то простор само за жене где су могле разговарати о проблемима или једноставно разговарати (прим. концепт сеоске чесме). Заиста, ова традиција се огледа у каталонском идиому "fer safareig" (буквално, "опрати рубље"), што значи трачарити.
Европски градови су такође имали јавне перионице. Градске власти желеле су да сиромашном становништву, које иначе не би имало приступ веш-машинама, омогуће прање одеће. Понекад су ти објекти комбиновани са јавним купатилима, на пример купатила и перионице у Британији. Циљ је био подстицање хигијене и на тај начин смањење избијања епидемија.
Понекад су велике металне котлиће („бакарни котао за прање“, чак и када нису израђени од тог метала) пунили свежом водом и загревали на ватри, јер је врућа или врела вода за уклањање прљавштине ефикаснија од хладне. Елемент назван пракљача мешао је веш у води.

### Машине за прање веша и други уређаји
Индустријска револуција је потпуно трансформисала технологију прања веша. Кристина Хардимент у својој историји са Велике изложбе из 1851. године тврди да је развој домаћих машина довео до ослобађања жена.
Машина за цеђење - цедиљка, развијена је у 19. веку - два дугачка ваљка у оквиру и ручица која их окреће. Радник на прању веша узимао је мокру одећу и провукао је кроз ваљке, стиснувши одећу и истискујући вишак воде. Цедиљка је била много бржа од увијања рукама.
У међувремену, изумитељи 19. века додатно су механизовали поступак прања рубља разним машинама за прање веша како би заменили заморно трљање рукама о даску за прање. Већина је укључивала окретање дршке за померање штапова у кадици. Онда су неке машине раног 20. века користиле мешалицу са електричним погоном. Многе од тих машина за прање веша биле су једноставно кадица на ногама, са ручном цедиљком на врху. Касније је и цедиљка била на електрични погон, а затим замењена перфорираном двоструком кадом, која је у циклусу центрифуге испуштала сувишну воду.
Сушење веша је такође механизовано, машинама за сушење веша. У сушачима су се такође окретале перфориране каде, али су дувале загрејан ваздух, а не воду.

### Кинеске праонице у Северној Америци
У Сједињеним Државама и Канади крајем 19. и почетком 20. века, занимање радника за веш је доста идентификовано са Кинезима. Дискриминација, недостатак познавања енглеског језика и недостатак капитала спречавали су кинеске имигранте у пожељнијим каријерама. Око 1900. године, сваки четврти мушкарац Кинез у Америци радио је у праоницама, обично радећи 10 до 16 сати дневно.
На почетку велике депресије 1930-их у Њујорку је процењено да постоји 3.550 кинеских праоница. 1933. године Градски одбор стараца донео је закон који је јасно имао за циљ да протера Кинезе из овог посла. Између осталог, ограничили су власништво над праоницама на америчке грађане. Кинеско консолидовано добронамерно удружење покушало је решити ово, што је резултирало формирањем отворено левичарског Кинеског савеза за прање рубља, који је успешно оспорио ову одредбу закона, омогућавајући кинеским радницима веша да сачувају средства за живот.
Савез је наставио да функционише као група за грађанска права; број чланова се веома смањио након што га је напао ФБИ током Другог црвеног страха - страха од комуниста (1947–1957).

### Индија
[[Фајл:Dhobi ghat Mumbai.jpg|thumb|, Бомбај.]]
У Индији, прање рубља се традиционално обављало мушкарцима. Особа која се бавила прањем називала се Доби Вола, а Доби је постало име за њихову касту. Места на којима су радили или још увек раде укључују  у Бомбај. У вези с тим је  у Сингапуру и  у Малезији.

### Древни Рим
Радници у старом Риму који су прали одећу називали су се fullones, једнина fullo (follatura - процес прања при изради вуне и Фулерова земља, глина која се користи за чишћење). Одећа је третирана у малим кадицама које су стајале у нишама окруженим ниским зидовима, познатим као газишта. Кадица је била напуњена водом и мешавином алкалних хемикалија (понекад укључујући урин). Радник је стајао у кади и газио одећу. Циљ овог третмана био је примена хемијских средстава на одећу како би могла деловати, разлагати масноће. Ове кадице су толико карактеристичне за ове радионице да се користе за идентификацију fullonicae у археолошким остацима.

## Процеси прања веша
Процеси прања веша укључују прање (обично са детерџентима са водом или другим хемикалијама), мешање, испирање, сушење, пресовање (пеглање) и савијање. Прање се понекад обавља на температури изнад собне температуре да би се повећала активност свих употребљених хемикалија и растворљивост мрља, а високе температуре убијају микроорганизме који могу бити присутни на тканини. Међутим, саветује се да се памук пере на нижој температури да се спречи скупљање.
Мешање помаже уклањању прљавштине коју обично покрећу површински активне материје између влакана. Влакна се брзо чисте дифузиофорезом која прљавштину изводи у чисту воду током процеса испирања.

### Хемикалије
Различите хемикалије могу да се користе за повећање растварачке снаге воде, као што су једињења биљке Chlorogalum или Јука-корен који су користила индијанска племена, или лужина пепела (обично натријум хидроксид или калијум хидроксид) која се некад широко користила за натапање веша у Европи. Сапун, једињење направљено од лужине и масти, древно је и уобичајено средство за прање веша. У савременим машинама за прање веша обично се користи синтетички детерџент за прање као прашак или течни детерџент за веш уместо традиционалнијег сапуна.

### Чишћење или хемијско чишћење
Хемијско чишћење односи се на сваки поступак који користи хемијски растварач осим воде. Растварач који се обично користи је тетрахлоретилен (перхлоретилен). Користи се за чишћење осетљивих тканина које не могу издржати грубост и превртање у веш машинама и машинама за сушење; такође се спречава интензивно прање руку.

## Заједничке вешернице
У неким деловима света, укључујући Северну Америку, стамбене зграде и домови често имају просторије за веш, где становници деле веш-машину и сушилицу. Обично су машине постављене да раде само када се новац стави у аутомат за новчиће.
У другим деловима света, укључујући Европу, стамбене зграде са вешерницама су реткост и сваки стан може имати своју машину за прање веша. Они који немају машину код куће или вешерницу за веш, морају да перу рубље ручно или да посете самоуслужну перионицу.

## Право на сушење
Неке америчке заједнице забрањују својим становницима да суше одећу напољу, а грађани који протестују због тога створили су покрет „право на сушење“. Многа удружења власника кућа и друге заједнице у Сједињеним Државама забрањују становницима да користе конопац за одећу напољу или ограничавају такву употребу на локацијама које нису видљиве са улице или на одређено доба дана. Друге заједнице, међутим, изричито забрањују правила која спречавају употребу конопаца. Неке организације воде кампању против закона који је забранио сушење одеће на јавним местима, посебно имајући у виду повећане емисије гасова са ефектом стаклене баште произведене неким врстама електричне енергије потребне за напајање електричних сушара за одећу, јер сушачи могу представљати значајан део укупне потрошње енергије у кући.

## Уобичајени проблеми
Нови корисници модерних машина за прање веша понекад доживе случајно скупљање одеће, посебно приликом примене топлоте. За вунену одећу то се догађа због влакана, на које топлота и мешање утичу да се сједине. У хладним земљама суше одећу на каминима и огњиштима, други само купују више одеће у припреми за зиму или хладно време. Остале тканине се током производње истежу механичким силама и могу се благо смањити када се загреју (мада у мањој мери него вуна). Нека одећа је „унапред стиснута“ да се избегне овај проблем.
Други чест проблем је истицање боја. На пример, прање црвене кошуље са белим вешом може резултирати ружичастим вешом. Понекад се перу само сличне боје како би се избегао овај проблем, који је умањен хладном водом и поновљеним прањем.
Симболи за прање рубља налазе се на многим одевним предметима како би потрошачи избегли ове проблеме.
Синтетичка влакна у вешу такође могу да допринесу микропластичном загађењу.

## У култури
У Хомеровој Одисеји, принцеза Наусикаја и њене слушкиње перу веш уз обалу када виде и спасу бродоломника Одисеја.
Праља је прерушавање које је жабац Тоад користио у дечјем роману "Ветар у врбама" (The Wind in the Willows, Kenneth Grahame)
У филму Моја лепа праља ("My Beautiful Laundrette") се појављују два предузетника.
Позната је и македонска песма "Биљана платно белеше" у којој се помиње прање платна на Охридском језеру.